# 江西悬钩子
江西悬钩子（学名：Rubus gressittii）为蔷薇科悬钩子属的植物，为中国的特有植物。分布于中国大陆的江西、广东等地，生长于海拔500米至1,200米的地区，一般生于生山坡灌丛、草丛、林缘或路边，目前尚未由人工引种栽培。